# Two People
Two People is een Amerikaanse dramafilm uit 1973 onder regie van Robert Wise.

## Verhaal
De Amerikaanse soldaat Evan Bonner is gedeserteerd tijdens de Vietnamoorlog. Na veel omzwervingen is hij in Marokko beland. Daar krijgt hij tijdens een treinreis een relatie met het fotomodel Deirdre McCluskey.

## Rolverdeling
| Acteur             | Personage         |
| ------------------ | ----------------- |
| Peter Fonda        | Evan Bonner       |
| Lindsay Wagner     | Deirdre McCluskey |
| Estelle Parsons    | Barbara Newman    |
| Alan Fudge         | Fitzgerald        |
| Philippe March     | Gilles            |
| Frances Sternhagen | Mevrouw McCluskey |
| Brian Lima         | Marcus McCluskey  |
| Geoffrey Horne     | Ron Kesselman     |